# Atrichopogon bargaensis
Atrichopogon bargaensis är en tvåvingeart som beskrevs av Remm 1972. Atrichopogon bargaensis ingår i släktet Atrichopogon och familjen svidknott. Inga underarter finns listade i Catalogue of Life.